# Chuck Berry on Stage
Albums de Chuck Berry
Chuck Berry Twist
(1962) Two Great Guitars
(1964)
Chuck Berry on Stage est un album de Chuck Berry sorti en août 1963 chez Chess Records.

## Histoire
Malgré son titre, Chuck Berry on Stage n'est pas un album live : il est entièrement composé de chansons enregistrées en studio, entrecoupées d'applaudissements et de bruits de foule censés faire croire à un enregistrement public. Parmi les treize chansons de l'album, six ne sont pas inédites : Maybellene, Memphis, Tennessee,  Let It Rock, Go Go Go, Sweet Little Sixteen (rebaptisée Surfin' U.S.A. pour capitaliser sur le succès de la chanson des Beach Boys, elle-même inspirée de celle de Berry) et Jaguar and the Thunderbird.

## Titres
Toutes les chansons sont écrites et composées par Chuck Berry, sauf mention contraire.

### Face 1
1. Maybelline (Chuck Berry, Alan Freed, Russ Fratto)
2. Memphis
3. Surfin' Steel
4. Rockin' on the Railroad (Let It Rock)
5. Go, Go, Go
6. Brown Eyed Handsome Man
7. Still Got the Blues

### Face 2
1. Surfin' U.S.A.
2. Jaguar and Thunderbird
3. I Just Want to Make Love to You (Willie Dixon)
4. All Aboard (McKinley Morganfield)
5. Trick or Treat
6. The Man and the Donkey

## Musiciens
- Chuck Berry : chant, guitare
- Willie Dixon : contrebasse
- Reggie Boyd, George Smith : basse
- Johnnie Johnson, Lafayette Leake, Otis Spann : piano
- Leroy C. Davis : saxophone ténor
- Fred Below, Ebbie Hardy, Phil Thomas : batterie
- Jerome Green : maracas
- Martha Berry, The Moonglows : chœurs